# Luise Rinser
Luise Rinser, née le 30 avril 1911 à Pitzling, près de Landsberg am Lech, Haute-Bavière et morte le 17 mars 2002, est une femme de lettres allemande, qui refuse de collaborer avec le régime nazi et est emprisonnée pendant la Seconde Guerre mondiale. Figure féminine peu conventionnelle, elle s'engage aussi pour l'émancipation des femmes et est ponctuellement une candidate des Verts à l'Élection présidentielle allemande de 1984.

## Biographie
Luise Rinser est née en avril 1911, à Pitzling, village dépendant aujourd'hui de Landsberg am Lech, et a étudié la pédagogie et la psychologie à l'université de Munich. Après ses examens, elle occupe à partir de 1935 le poste de professeur de soutien dans différentes écoles de Haute-Bavière. C'est pendant cette période qu'elle publie ses premiers écrits dans des journaux. Elle refuse d'adhérer au NSDAP et donna sa démission en 1939 avant d'être renvoyée de l'école par les nationaux-socialistes,. Elle se voit interdite d'écriture par les nazis. En 1944, elle est dénoncée pour avoir prétendument porté atteinte au moral des troupes. Elle est donc arrêtée et condamnée à mort, mais son exécution n'eut pas lieu car la guerre prit fin avant. Elle relate son expérience de la prison pour femmes Traunstein dans son journal de détenue de 1946 (Gefängnistagebuch). Premier mari et père de ses deux enfants, le compositeur et chef d'orchestre Hans Günther Schnell meurt pendant la campagne de Russie en 1943. Luise Rinser s'engage ensuite dans un mariage de convenance avec l'écrivain communiste et homosexuel Klaus Herrmann. De 1945 à 1953, elle travaille bénévolement à la Neue Zeitung à Munich.
En 1954, elle épouse le compositeur Carl Orff. Ce mariage ne tient que jusqu'en 1959. Elle entretient une amitié étroite avec le compositeur Isang Yun ainsi qu'avec le théologien Karl Rahner, dont elle est la maitresse. Luise Rinser vit en retrait dans son appartement à Rocca di Papa à Rome, où elle reçoit le titre de citoyenne d'honneur. Elle vit également près de Munich.
Luise Rinser prend position politiquement et s'engage dans les débats de société de l'Allemagne, soutient Willy Brandt en 1968 dans sa lutte électorale, manifeste avec l'écrivain Heinrich Böll contre le réarmement de la République fédérale d'Allemagne. Elle se fait très critique vis-à-vis de l'église catholique mais ne la quitte pas pour autant. Elle prend part au deuxième concile du Vatican en tant que journaliste accréditée. Elle critique dans une lettre ouverte le jugement porté contre Andreas Baader, Gudrun Ensslin pour l'incendie d'un centre commercial le 2 avril 1968 et écrit au père de  Gudrun Ensslin, cofondatrice avec Andreas Baader de la Fraction armée rouge, « Gudrun a trouvé en moi une amie pour la vie ». De 1972 à 1975, elle voyage en Union soviétique, dans le sud des États-Unis, en Espagne, en Inde, en Indonésie, en Iran et en Corée du Sud.
Entre 1980 et 1992, elle se rend en Corée du Nord à 11 reprises. Elle y rencontre 45 fois le dirigeant nord-coréen Kim Il Sung. Elle écrit sur ses voyages dans son livre Nordkoreanisches Reisetagebuch (de), dans lequel elle décrit avec enthousiasme la Corée du Nord comme un « pays aimant la ferme appartenant à un père fermier » et un exemple modèle de « socialisme à visage humain » où crime, pauvreté, et camps de prisonniers sont inconnus. Elle loue également le faible impact environnemental de son économie rationnée.
Elle se prononce pour la modification du paragraphe 218 sur l'avortement (pour que l'interdiction de l'avortement soit levée). Elle devient l'une des voix dirigeantes de la gauche catholique en RFA.
En 1984, Les Verts proposent sa candidature à l'élection présidentielle. Lors du vote de l'Assemblée fédérale, elle remporte 29 voix de plus que le nombre de délégués écologistes, mais elle est très largement défaite par Richard von Weizsäcker qui totalise le soutien de 80 % des inscrits.
Elle meurt en 2002 à Unterhaching près de Munich,,.

## Création artistique
Elle publie ses premiers écrits dans le journal Herdfeuer. Ces écrits présentent une jeune fille qui se positionne de manière positive face au national-socialisme. En 1940, elle publie son premier roman, Les anneaux transparents, qui est interdit après le second tirage. De 1945 à 1958, Louise Rinser est journaliste. Elle publie de nombreux romans pendant cette période et après. Parmi ses succès peut être cité Mitte des Lebens (le titre retenu pour l'édition en français est Histoire d'amour. L'ouvrage a été traduit par traduit en français par Clara Malraux).
Forte de ses convictions religieuses et socialistes, elle a multiplié les positions politiques et a été énormément critiquée pour cela.

## Distinctions et prix
- 1979 Roswitha-Preis de la ville de Bad Gandersheim
- 1987 Heinrich-Heine-Preis du ministère de la Culture de la RDA
- 1987 Heinrich-Mann-Preis de l'académie des arts de la RDA
- 1988 Elisabeth-Langgässer-Literaturpreis

## Œuvres
- Iuliane, Société nouvelle des éditions GP, 1956 (traduction de Edo Hochebene, 1948)
- Les Anneaux transparents, éditions du Seuil, 1956
- Le Vol de la colombe, éditions du Seuil, 1959
- Pars si tu peux, éditions du Seuil, 1963
- La Joie parfaite, éditions du Seuil, 1965
- Jour de septembre, éditions du Seuil, 1966
- Dire oui à la vie, éditions du Seuil, 1969
- Histoire d’amour, éditions du Seuil, 1970
- Je suis Tobias, éditions du Seuil, 1971
- Chantier, une sorte de journal, éditions du Seuil, 1973
- Une femme d’aujourd’hui et l’Église, éditions du Seuil, 1974
- Au-delà des frontières, éditions du Seuil, 1975
- Âne noir, éditions du Seuil, 1976
- Jan Lobel aus Warschau, Didier, 1989
- Miryam, éditions Verdier, 1994

## Littérature critique
- (de) Gudrun Gill: Die Utopie Hoffnung bei Luise Rinser. Eine sozio-psychologische Studie. New York u.a.: Lang 1991. (= American university studies; Ser. 1; Germanic languages and literatures; 92),  (ISBN 0-8204-1366-6)
- (de) Stephanie Grollman: Das Bild des "Anderen" in den Tagebüchern und Reiseberichten Luise Rinsers. Würzburg: Königshausen u. Neumann 2000. (= Epistemata; Reihe Literaturwissenschaft; 322),  (ISBN 3-8260-1853-2)
- (de) Thomas Lother: Die Schuldproblematik in Luise Rinsers literarischem Werk. Frankfurt am Main u.a.: Lang 1991. (=  Würzburger Hochschulschriften zur neueren deutschen Literaturgeschichte;13),  (ISBN 3-631-43866-4)
- (de) Selma Polat: Luise Rinsers Weg zur mystischen Religiosität. Glaube erwachsen aus Erfahrung. Mit einem Interview. Münster: Lit 2001. (= Literatur - Medien - Religion; 2),  (ISBN 3-8258-2536-1)
- '(de)' Luise Rinser, Materialien zu Leben und Werk, hrsgg. v. Hans-Rüdiger Schwab. Frankfurt am Main: Fischer. 1986. (= Fischer-TB; 5973),  (ISBN 3-596-25973-8)